# 古柏山丘
古柏山丘（英語：Cooper's Hill）是位於貝德福德郡安特希爾的一個佔地為18.1公頃的生物遺址，具有特殊的科學意義。1984年，根據由中央貝德福德郡議會提出的1981年野生動物和鄉村法
第28條通知了該地。其中，面積較小的12.7公頃也是當地自然保護區，部分場地由貝德福德郡、劍橋郡及北安普敦郡野生動物信託基金管理。